# 윤상 20th anniversary
《윤상 20th anniversary SET》는 대한민국의 작곡가 겸 가수 윤상의 20년 간 발매된 앨범을 집대성한 박스 세트이다.

## 앨범
이 세트는 3000장 한정 발매되었으며, 가수로서의 데뷔작인 《1집》에서부터 6집 《그땐 몰랐던 일들》까지 7장의 정규앨범과 EP 《Renacimiento》, 싱글 《Insensible》을 포함하는 오리지널 마스터링 앨범 9장과 각각의 앨범을 리마스터링한 앨범 9장까지 총 19장의 CD로 구성되어있다. 윤상의 자필사인과 자필 넘버링이 있으며 부클릿에는 전곡의 가사와 데뷔 20주년을 축하하기 위해 팬들이 자발적으로 제작한 포토에세이북이 수록되어있다.
박스셋 발매 3개월 후에 발매된 Light Version 세트에서는 리마스터링 앨범 9장만으로 구성되었다.

## 수록 앨범

### Yoonsang 20th Anniversary Project BOX SET
CD 1. 1집
CD 2. 1집 - Remastering
CD 3. 윤상 2 (PART 1)
CD 4. 윤상 2 (PART 1) - Remastering
CD 5. 윤상 2 (PART 2)
CD 6. 윤상 2 (PART 2) - Remastering
CD 7. CLICHÈ
CD 8. CLICHÈ EXTRA CD (CLICHÈ앨범의 CD2)
CD 9. CLICHÈ - Remastering
CD 10. 移徙 (이사)
CD 11. 移徙 - Remastering
CD 12. There Is A Man...
CD 13. There Is A Man... - Remastering
CD 14. 그땐 몰랐던 일들
CD 15. 그땐 몰랐던 일들 - Remastering
CD 16. Renacimiento
CD 17. Renacimiento - Remastering
CD 18. Insensible
CD 19. Insensible - Remastering

### Light Version SET
CD 1. 윤상 1집 - Remastering
CD 2. 윤상 2 (PART 1) - Remastering
CD 3. 윤상 2 (PART 2) - Remastering
CD 4. CLICHÈ - Remastering
CD 5. 移徙 - Remastering
CD 6. There Is A Man... - Remastering
CD 7. 그땐 몰랐던 일들 - Remastering
CD 8. Renacimiento - Remastering
CD 9. Insensible - Remastering